# Jagthunden
Jagthunden er en dansk dokumentarfilm, der er instrueret af A. Wendel-Ranfelt.

## Handling
Filmen beskriver meget detaljeret dressur af jagthunde.